# Give Your Heart a Break
"Give Your Heart a Break" là một ca khúc của nữ ca sĩ người Mỹ Demi Lovato và cũng là đĩa đơn thứ hai trích từ album phòng thu thứ ba của cô Unbroken. Ca khúc được sáng tác và sản xuất bởi Josh Alexander và Billy Steinberg. Về phần nhạc, "Give Your Heart a Break" là một bản ballad dance-pop có phần nhạc nền với tiếng trống, vĩ cầm, string. Theo các nhà phê bình âm nhạc, "Give Your Heart a Break" gợi nhớ tới ca khúc "Viva la Vida" nổi tiếng của Coldplay. Hãng đĩa Hollywood đã gửi ca khúc này tới đài phát thanh mainstream ở Mỹ vào 23 tháng 1 năm 2012. Về phần lời, ca khúc nói về những nỗ lực của cô gái để giành lấy trái tim người mình yêu sau một mối quan hệ bất đồng.
"Give Your Heart a Break" nhận được nhiều lời khen ngợi từ các nhà phê bình âm nhạc đương đại về việc sản xuất cũng như về giọng hát của Lovato. Đĩa đơn ra mắt tại vị trí thứ 70 trên bảng xếp hạng Billboard Hot 100 và sau đó vươn lên vị trí thứ 18, khiến cho Unbroken trở thành album đầu tiên của Lovato có hai đĩa đơn lọt vào Top 20. Ngoài ra, ca khúc còn đạt được vị trí thứ 39 ở Brazil, vị trí thứ 32 ở Bỉ. Ở New Zealand ca khúc ra mắt ở vị trí 33, nhưng sau đó đã vươn lên vị trí thứ 9, đây là lần đầu tiên Lovato có hai đĩa đơn trong cùng một album đều lọt vào Top 10 ở đất nước này. Video âm nhạc cho "Give Your Heart a Break" nói về việc Lovato cố gắng thuyết phục người yêu của mình quay lại với cô ấy, cô đã đặt những tấm ảnh nhỏ hai người từng chụp với nhau lại và tạo ra một bức ảnh khổng lồ cảnh hai người trong vòng tay của nhau. Lovato đã biểu diễn ca khúc thông qua các buổi biểu diễn, bao gồm buổi biểu diễn tại Z100 Jingle Ball. Đến nay, ca khúc đã trở thành một hit lớn của Demi Lovato.

## Đội ngũ sản xuất
Phần thực hiện được lấy từ ghi chú trong sách ảnh của album Unbroken.
- Phối nhạc tại Cryptic Studios ở Los Angeles, California
- Hát chính và hát bè: Demi Lovato, Jaden Michaels
- Sáng tác và sản xuất: Josh Alexander, Billy Steinberg
- Thu âm và thiết kế: Josh Alexander, Chris Garcia
- Nhạc nền cà lập trình: Josh Alexander
- Chỉnh giọng: Scott Roewe

## Giải thưởng
| Năm  | Lễ trao giải       | Hạng mục              | Đề cử                     | Kết quả |
| ---- | ------------------ | --------------------- | ------------------------- | ------- |
| 2012 | Teen Choice Awards | "Choice Summer: Song" | "Give Your Heart a Break" | Đề cử   |
| 2012 | Teen Choice Awards | "Choice Love Song"    | "Give Your Heart a Break" | Đề cử   |

## Danh sách ca khúc
| Tải kĩ thuật số | Tải kĩ thuật số           | Tải kĩ thuật số                 | Tải kĩ thuật số      | Tải kĩ thuật số |
| STT             | Nhan đề                   | Sáng tác                        | Sản xuất             | Thời lượng      |
| --------------- | ------------------------- | ------------------------------- | -------------------- | --------------- |
| 1.              | "Give Your Heart a Break" | Josh Alexander, Billy Steinberg | Alexander, Steinberg | 3:27            |

| EP kĩ thuật số quốc tế | EP kĩ thuật số quốc tế                         | EP kĩ thuật số quốc tế                  | EP kĩ thuật số quốc tế | EP kĩ thuật số quốc tế |
| STT                    | Nhan đề                                        | Sáng tác                                | Sản xuất               | Thời lượng             |
| ---------------------- | ---------------------------------------------- | --------------------------------------- | ---------------------- | ---------------------- |
| 1.                     | "Give Your Heart a Break"                      | Alexander, Steinberg                    | Alexander, Steinberg   | 3:27                   |
| 2.                     | "Give Your Heart a Break" (The Alias Club Mix) | Alexander, Steinberg                    |                        | 5:58                   |
| 3.                     | "Aftershock"                                   | Amy Pearson, Leah Haywood, Daniel James | Dreamlab               | 3:10                   |
| 4.                     | "Yes I Am"                                     | Dapo Torimiro, Priscilla Renea          | Dapo                   | 3:01                   |

| Các bản khác | Các bản khác                                     | Các bản khác         | Các bản khác |
| STT          | Nhan đề                                          | Sáng tác             | Thời lượng   |
| ------------ | ------------------------------------------------ | -------------------- | ------------ |
| 1.           | "Give Your Heart a Break" (The Alias Dub)        | Alexander, Steinberg | 5:57         |
| 2.           | "Give Your Heart a Break" (The Alias Radio Edit) | Alexander, Steinberg | 3:44         |
| 3.           | "Give Your Heart a Break" (Piano Version)        | Alexander, Steinberg | 3:40         |

## Xếp hạng và chứng nhận
| Bảng xếp hạng (2011–12)                            | Vị trí cao nhất |
| -------------------------------------------------- | --------------- |
| Bỉ (Ultratop 50 Flanders)                          | 32              |
| Brazil (Billboard Hot 100)                         | 39              |
| Brazil (Billboard Pop Songs)                       | 8               |
| Canada (Canadian Hot 100)                          | 19              |
| Pháp (SNEP)                                        | 162             |
| Honduras (Honduras Top 50)                         | 21              |
| Nhật (Japan Hot 100)                               | 91              |
| New Zealand (Recorded Music NZ)                    | 9               |
| LỖI: PHẢI CUNG CẤP year CHO BẢNG XẾP HẠNG Slovakia | 95              |
| UK Singles (Official Charts Company)               | 194             |
| US Billboard Hot 100                               | 16              |
| US Pop Songs (Billboard)                           | 1               |
| US Adult Pop Songs (Billboard)                     | 12              |
| US Adult Contemporary (Billboard)                  | 16              |
| US Latin Pop Songs (Billboard)                     | 38              |

| Bảng xếp hạng (2012)              | Vị trí |
| --------------------------------- | ------ |
| Canada (Canadian Hot 100)         | 67     |
| US Billboard Hot 100              | 39     |
| US Adult Contemporary (Billboard) | 42     |
| US Adult Pop Songs (Billboard)    | 42     |
| US Pop Songs (Billboard)          | 18     |

| Quốc gia                                                                           | Chứng nhận  | Số đơn vị/doanh số chứng nhận |
| ---------------------------------------------------------------------------------- | ----------- | ----------------------------- |
| New Zealand (RMNZ)                                                                 | Vàng        | 7.500*                        |
| Hoa Kỳ (RIAA)                                                                      | 3× Bạch kim | 3.000.000^                    |
| * Chứng nhận dựa theo doanh số tiêu thụ. ^ Chứng nhận dựa theo doanh số nhập hàng. |             |                               |

## Lịch sử phát hành
| Quốc gia      | Ngày                | Định dạng                        |
| ------------- | ------------------- | -------------------------------- |
| Mỹ            | 23 tháng 1 năm 2012 | Đài phát thanh Hot/Modern/AC     |
| Mỹ            | 24 tháng 1 năm 2012 | Đài phát thanh Top 40/Mainstream |
| Áo            | 4 tháng 4 năm 2012  | EP kĩ thuật số                   |
| Toàn thế giới | 4 tháng 4 năm 2012  | EP kĩ thuật số                   |
| Anh           | 14 tháng 5 năm 2012 | Tải kĩ thuật số                  |